# Efekt przełożenia
Efekt przełożenia (przełożenie deprecjacji na ceny) – to zjawisko polegające na obniżeniu przez przedsiębiorstwo cen produktów eksportowanych (wyrażonych w walucie obcej) w wyniku deprecjacji (tj. spadku wartości) waluty kraju eksportera. Jest to możliwe, ponieważ rynki nie są doskonale konkurencyjne.
Efekt przełożenia jest tym większy, im większe są korzyści skali i im mniejsze są: cenowa elastyczność popytu zagranicznego oraz poziom krajowego i zagranicznego popytu w poszczególnych sektorach i w całej gospodarce.

## Przykład
Przedsiębiorstwo eksportuje towary z Polski do USA po cenie jednostkowej 100 USD. Przy kursie USD/PLN 3,5 jednostkowy przychód eksportera wyrażony w PLN wyniesie 350 PLN. Deprecjacja złotego o 10% spowodowałaby wzrost kursu USD/PLN do 3,85, co przełożyłoby się na zwiększenie jednostkowego przychodu eksportera do 385 PLN. W takiej sytuacji eksporter może rozważyć (zaryzykować) obniżenie ceny jednostkowej produktu za granicą. Takie działanie z jednej strony doprowadzi do spadku przychodu jednostkowego, z drugiej strony może (ale nie musi) wywołać wzrost popytu na produkty sprzedawane za granicą, co skompensuje obniżenie ceny i w ostatecznym rozrachunku zwiększy przychód całkowity eksportera.